# П-400
П-400 — серия советских высокоточных радиотелескопов дальней космической связи в ДМ и СМ диапазонах волн. Дальнейшее развитие высокоточного малосерийного радиотелескопа ТНА-400. Представляет собой приёмную антенну; передающая модификация антенны носит название П-400П.

## Конструкция
Антенна выполнена по двухзеркальной схеме с параболическим профилем рефлектора. Каждая антенна состоит из:
- 32-метрового зеркала;
- контррефлектора;
- облучающей системы;
- волноводных трактов;
- опорно-поворотного устройства;
- электросилового привода;
- датчиков углов;
- аппаратуры наведения;
- кабин для размещения приемопередающей аппаратуры.

Конструкция зеркала включает в себя опорное основание и каркас, выполненные из стали с точностью ±10 мм, а также отражательные щиты из алюминиевых сплавов, устанавливаемые на регулировочных опорах.
Основанием опорно-поворотного устройства служит неподвижная башня-фундамент, представляющая собой железобетонное здание в виде полой усеченной двенадцатигранной пирамиды, установленное на монолитную плиту, которая обеспечивает устойчивость всей антенной системы. Электрорадиоборудование размещается внутри этой башни, а также в кабинах на вращающейся части опорно-поворотного устройства в непосредственной близости от зеркала.
Вращение антенны обеспечивается опорно-поворотным устройством башенного типа с большой базой между подшипниками вертикальной оси. Опорно-поворотное устройство азимутально-угломестного типа с пересекающимися взаимно перпендикулярными осями позволяет наводить антенну в вертикальной (угломестной) плоскости в пределах от −2 до +105° и в горизонтальной (азимутальной) плоскости ±330°.
Зеркальная система вращается относительно исполнительных осей с помощью азимутальных и угломестных электромеханических приводов с плавно изменяющимися угловыми скоростями. Приводы наведения рассчитаны на работу при скоростях ветра до 25 м/с. Управление электроприводами осуществляется по 2-канальной схеме; каждой кинематической цепи привода соответствует свой канал управления.
Система наведения антенны может функционировать в режимах:
- полуавтоматического управления по углу;
- полуавтоматического управления по скорости;
- программного управления.

Электрооборудование работает от сети трехфазного переменного тока напряжением 380 В и частотой 50 Гц.
В антенне П-400П применен коаксиально-волноводный облучатель, центральный волновод которого является излучателем сантиметрового диапазона, а наружная труба — дециметрового.
В антенне П-400 используется гиперболический контррефлектор диаметром 4,5 м (~15λ), а в антенне П-400П — плоский контррефлектор малых электрических размеров (5…6 λ), размещенный в ближнем поле облучателя на расстоянии, соизмеримом с длиной волны, что позволяет при сохранении эффективного использования поверхности зеркала значительно уменьшить деформации зеркальной системы.
Канализация энергии от входа облучателя до приемных устройств в обеих антеннах осуществляется коаксиальным трактом в дециметровом диапазоне и волноводным в сантиметровом диапазоне. До передающих устройств энергия канализируется волноводами в сантиметровом и дециметровом диапазонах.

## Характеристики
Антенна П-400 обеспечивает одновременную работу на прием и передачу в диапазонах λ=2; 3,5; 4; 5; 6 см, а антенна П-400П — в диапазонах λ=5; 6; 32; 39 см. При λ=2 см возможна работа при удовлетворительных значениях эффективной площади и шумовой температуры.
После регулировки положения отражательных щитов зеркала получена среднеквадратическая точность формирования отражающей поверхности (СКО) 0,5 мм. От воздействия гравитационных и ветровых нагрузок СКО увеличивается до 1,3 мм, что позволяет использовать антенну на радиоволнах до 2 см.
Облучающая система антенны П-400 содержит пирамидальный рупор большой электрической длины и возбудители ДМ и СМ диапазонов. В СМ диапазоне расфазировка поля в раскрыве превышает 2π в результате чего ширина ДН постоянна в широком диапазоне частот. Это позволяет обеспечить работу от λ=30 см до λ=2 см при смене возбудителя СМ диапазона.
Антенна П-400П в Евпатории является одним из мощнейших передатчиков дальней космической связи в Европе.

## Современное состояние

### Антенна П-400П в Евпатории

#### Украина
Предложено создание без особых капитальных вложений импульсного радиолокатора на основе радиотехнических систем Национального центра управления и испытания космических средств (АДУ-1000 (приёмная антенна) и П-400 (излучающая антенна) Украины для прогноза астероидной опасности, каталогизации космического мусора, исследования солнечной короны, околосолнечной и межпланетной плазмы, а также для радиоастрономических исследований дальнего космоса. Проектировался как альтернатива на случай неисправности РТ-70.
Показано, что при использовании крупногабаритных антенн АДУ-1000 и П-400 такой радиолокатор при длине волны около 30 см на высотах около 100 км обнаруживает объекты с минимальными размерами около 0,7 см.
При соответствующем дооснащении радиометра АДУ-1000 дальномерной аппаратурой, использование радиолинии АДУ-1000 — П-400 позволяет создавать трехмерные изображения пространственного профиля плотности плазмы в околосолнечном пространстве и его временного изменения, что поможет раскрыть механизмы явлений, происходящих в околосолнечной плазме.
Из-за отсутствия финансирования и интереса проект не осуществился. В ноябре 2013 года была снесена рядом расположенная антенна АДУ-1000.

#### Россия
В 2014 году «Роскосмос» объявлял о планах восстановить работу передающей антенны в межпланетных миссиях, но после того как решится вопрос о сносе отелей, построенных в предыдущие годы в небезопасной зоне непосредственно вокруг антенны.

### Антенна П-400П в Уссурийске
44°01′13″ с. ш. 131°45′22″ в. д. — установлена на базе Восточного центра дальней космической связи, планируется восстановление антенны и подготовка к управлению КА «Фобос-грунт», доработка антенны для работ на новых диапазонах радиочастот. Установка передатчика Х-диапазона с мощностью не менее 10 кВт. Антенная система П-400 будет применяться в качестве резервной при невозможности использования РТ-70.

### Антенна П-400 в Ирбене
57°33′29″ с. ш. 21°51′28″ в. д. — установлена на базе бывшей Станции космической разведки, ныне Вентспилсского международного радиоастрономического центра. Российские власти рассматривали вариант уничтожения антенны, после вывода войск с территории. В 2014—2015 годах приемная антенна прошла глубокую модернизацию. Антенна была разобрана до основания, заменены все приводы, система управления. Зеркало антенны, весом почти 60 тонн, было спущено на землю и проведена реконструкция металлического каркаса, переложили отражающие пластины. Была сохранена изначальная спецификация, поэтому сейчас телескоп обладает очень высокой для астрономического инструмента скоростью углового движения. Модернизация была выгоднее, чем строительство новой аналогичной антенны.

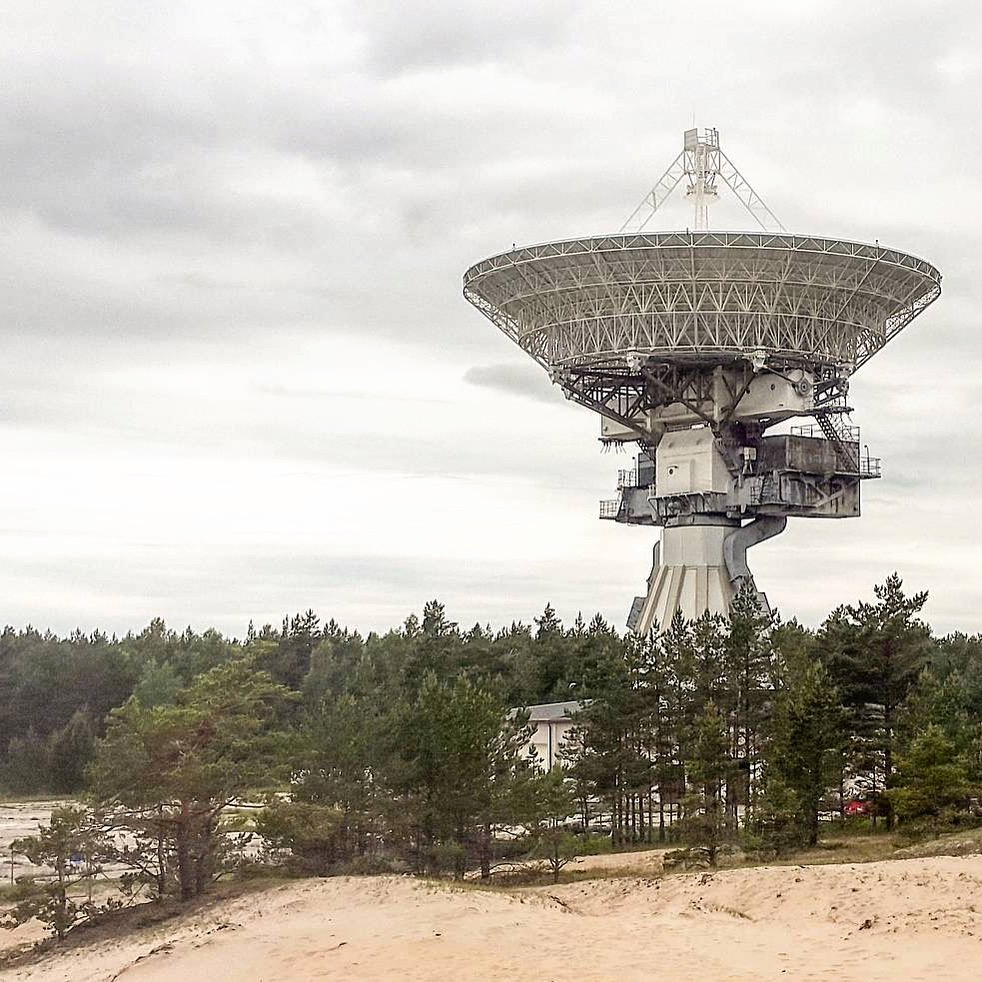
Приёмная антенна П-400 в Ирбене, Латвия

В 1995 году оборудование телескопа было уничтожено. До 2004 года минимальные средства на восстановление выделяла только Академия наук Латвии. Затем телескоп был передан Вентспилсской высшей школе и мэр Вентспилса пролоббировал финансирование. С 2009 года на средства европейского инфраструктурного гранта обновлена вся механика — моторы, приводы, системы управления. Антенна оснащена новыми приемниками на длинах волн 18, 6 и 5 сантиметров, системами регистрации. С 2016 года почти ежедневно ведутся астрономические наблюдения. Основная задача связана с работой в европейской РСДБ-сети.

#### Научные задачи
Наблюдение астрофизических объектов
- С 2016 года входит в Европейскую радиоинтерферометрическую сеть (EVN). Наблюдения по программам РСДБ проводятся минимум три раза в год, сессиями по три недели[6].
- В приоритете наблюдение сверхмассивных черных дыр и джетов в центрах активных галактик[6].
- Солнечные поляриметрические исследования[6].
- Корональное магнитное поле на Солнце[6].
- Локация космического мусора, до 2014 года совместно с РТ-70 в Евпатории[6].
- С декабря 2015 года работа с «Радиоастрон». На 2017 год 32-метровая антенна в Ирбене — одно из наиболее активных наземных «плечей» «Радиоастрона»[6].